# 휘그당 (미국)

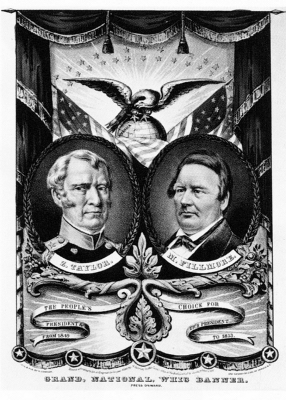

휘그당(영어: Whig Party)은 1833년에서 1856년까지 존재했던 미국의 정당이다. 앤드루 잭슨의 정책에 반대하여 조직되었다. 왕정에 반대하는 영국 휘그당과 정치적으로 유사하다. 이 정당은 노예제와 노예제도를 둘러싼 남북의 날카로운 정치적 대립의 와중에 명확한 입장을 취하지 못하다가 결국 해산되었다. 미국 역사에서 1833~54년에 활동한 주요 정당이다.

## 개요
국가 발전 계획을 지지했지만, 점점 높아지는 지역 감정의 물결 속에서 침몰하고 말았다. 휘그당이 정식으로 결성된 것은 1834년이었다.
존 퀸시 애덤스의 국민공화당은 1828, 1832년 대통령 선거에서 민주공화당 잔당(미국 민주당)의 잭슨에게 참패를 당하여 큰 타격을 입었다(이 두 파는 민주공화당의 분열로 생겼음). 그러나 잭슨이 제2미국은행과 싸우고 사우스캐롤라이나 주의 연방법거부에 정면으로 대항하자 반대파들이 결집할 기회가 생겼다. 헨리 클레이는 재정에 대해 보수적인 견해를 가지고 있는 사람들 및 남부 주의 권리를 옹호하는 사람들을 모아 여전히 보호관세나 연방정부가 지원하는 국내 개량사업의 추진 같은 국민 공화당의 정책이 타당하다고 믿는 사람들과 제휴시켰다. 이렇게 해서 탄생된 휘그당에는 1830년대 중엽에 사라진 반(反)프리메이슨당 출신의 반프리메이슨 운동가들도 합류했다. 앤드루 잭슨 대통령을 '앤드루 왕'이라고 부르면서 그의 독재적인 행정에 반대하여 느슨한 제휴관계를 맺고 있던 집단들이 휘그당의 깃발 아래 모여들었다. 휘그당이라는 이름은 왕의 특권에 반대하는 영국 정당에서 따온 것이었다.
그러나 휘그당은 오로지 잭슨과 그의 정책에 대한 공통된 혐오(그리고 나중에는 공직에 대한 갈망)만으로 뭉친 휘그당은 결정적인 선거 공약을 하나도 개발하지 못했다. 1836년에 휘그당은 각각 동부와 남부 및 서부를 대표하는 3명(대니얼 웹스터, 휴 L. 화이트, 윌리엄 헨리 해리슨)의 대통령 후보를 내세워 각 지역에 호소하는 한편, 표를 분산시켜 하원에서 결선 투표를 하려는 전략을 세웠지만 실패했다.
1840년에는 지역적인 접근 방식을 버리고 전쟁 영웅인 윌리엄 헨리 해리슨을 대통령 후보로 지명했다. 해리슨은 '통나무집' 이미지를 앞세운 유세에서 지지자들의 지속적인 선거 운동을 바탕으로 승리를 거두었다. 1840년에 휘그당은 백악관과 의회를 장악한 뒤 미국의 가장 유력한 정당이 될 준비를 갖추고 헨리 클레이의 국가주의적 계획안을 법제화할 준비를 했다. 그러나 해리슨은 취임한 지 한 달도 채 지나기 전에 죽었고, 그의 후임자인 부통령 존 타일러는 미국은행 재설립을 비롯한 휘그당의 주요입법에 대해 거부권을 행사하기 시작했다. 존 타일러는 당을 탈당하였다.
1844년에 휘그당 대통령 후보로 지명된 클레이는 국민들에게 퍼져 있던 팽창주의의 인기를 과소평가하고 텍사스 병합에 반대했기 때문에 선거에서 제임스 포크에게 패배했다. 1840년대말에 이르자 '양심적인'(노예제에 반대하는) 휘그당원과 '면화'(노예제에 찬성하는) 휘그당원이라는 파벌이 나타나면서 휘그당의 결속은 무너지기 시작했다 (→ 색인 : 면화 휘그당원). 1848년에 휘그당은 다시 전쟁영웅인 재커리 테일러를 대통령 후보로 내세워 선거에서 승리했다. 그러나 노예제에 대한 남북 갈등에서 헨리 클레이가 제안하고 밀러드 필모어(1850년에 테일러가 죽자 부통령으로 대통령직을 승계)가 서명하여 입법화된 '1850년의 타협'은 양심적인 휘그당원들을 당에서 완전히 소외시켰다.
휘그당은 다시 전직 장군에게 관심을 돌려 1852년에 윈필드 스콧 장군을 대통령 후보로 지명했다. 그러나 이번에는 북부와 남부가 노예문제를 둘러싸고 정면으로 대립하게 되었기 때문에 '미국 헌법과 연방에 대한 변함없는 애착'이라는 휘그당의 슬로건은 더 이상 전국적인 호소력을 가질 수 없게 되었다. 남부의 많은 휘그당원들은 주권(州權)을 주장하는 민주당(주권 민주당)의 깃발 아래로 모여들었으며, 스콧이 얻은 선거인은 고작 42명뿐이었다. 1854년까지 대다수의 북부 휘그당원들은 새로 결성된 미국 공화당에 합류했다. 당이 존속하는 동안 휘그당을 계속 지지한 지역은 남부의 주 가운데 연방 탈퇴보다는 타협을 택한 경계주들뿐이었고, 휘그당을 계속 지지한 계층은 지역 갈등에서 어느 한쪽을 편들기를 거부한 보수주의자들뿐이었다. 마지막까지 남아 있던 휘그당원들은 대부분 1850년대 후반에 국수주의적인 무지당(Know Nothing)에 들어갔고, 1860년에 정당들이 남북으로 분열 된 뒤에는 입헌연방당을 지원했다.

## 당 출신 대통령
- 윌리엄 헨리 해리슨 (1841)
- 존 타일러 (1841-1845)
- 재커리 테일러 (1849-1850)
- 밀러드 필모어 (1850-1853)

### 역대 총선
| 년도 | 하원 득표수 | 하원 득표율 | 하원 의석 | 상원 의석 | 대통령 후보/대통령 |
| ---- | ----------- | ----------- | --------- | --------- | ------------------ |
| 1834 | 704,229     | 43.6%       | 75 / 242  | 24 / 52   | 야당               |
| 1836 | 731,627     | 46.5%       | 100 / 242 | 17 / 52   | 야당               |
| 1838 | 989,712     | 49.7%       | 109 / 242 | 22 / 50   | 야당               |
| 1840 | 1,089,609   | 51.0%       | 142 / 242 | 29 / 51   | 윌리엄 헨리 해리슨 |
| 1842 | 905,910     | 44.2%       | 72 / 223  | 29 / 52   | 존 타일러          |
| 1844 | 1,143,305   | 44.8%       | 79 / 227  | 22 / 56   | 야당               |
| 1846 | 1,033,506   | 44.5%       | 116 / 230 | 21 / 60   | 야당               |
| 1848 | 1,231,320   | 44.8%       | 108 / 232 | 25 / 62   | 재커리 테일러      |
| 1850 | 1,105,286   | 41.9%       | 84 / 232  | 23 / 61   | 밀러드 필모어      |
| 1852 | 1,308,031   | 41.6%       | 71 / 234  | 22 / 62   | 야당               |
| 1854 | 1,084,986   | 33.6%       | 100 / 234 | 21 / 62   | 야당               |

## 같이 보기
- 제2 정당제 (미국)